# 소말리아 연방 정부
소말리아 연방 정부(FGS, 소말리어: Dowladda Federaalka Soomaaliya, DFS, 아랍어: الحكومة الفيدرالية الصومالية)는 국제적으로 인정받는 소말리아 정부이며, 1991년 붕괴된 소말리아 민주공화국 이후 소말리아에 중앙 정부를 수립하려는 가장 오래 지속된 시도이다. 이 정부는 2012년 8월 20일 소말리아 헌법 채택과 함께 과도 연방 정부(TFG)를 대체했다.
이 정부는 공식적으로 정부의 행정기관으로 구성되며, 의회는 입법부 역할을 한다. 정부는 소말리아의 대통령이 이끌며, 국무회의는 총리를 통해 대통령에게 보고한다.
1991년 소말리아 민주공화국 붕괴 이후, 소말리아 정부와 스스로 독립 국가임을 선언한 소말릴란드 정부 사이에는 아무런 관계가 없었다.

## 배경
1991년 소말리아 내전 발발로 소말리아 민주공화국이 붕괴되면서, 이 나라는 중앙 정부가 없는 상태가 되었다. 다음 10년 동안, 국가 통치를 재건하려는 수많은 시도가 실패했다. 2000년, 지부티에서 압디카심 살라드 하산 대통령 하에 과도 국가 정부(TNG)가 수립되었는데, 이는 중앙 권력을 회복하려는 첫 번째 국제적으로 인정된 노력이다. TNG는 심각한 제도적 약점을 겪었으며, 가장 두드러지게는 이웃 에티오피아와 같은 영향력 있는 외부 행위자들의 강한 반대에 직면하여 권한을 주장하려는 노력이 약화되었다.
2004년, 케냐에서 압둘라히 유수프 아흐메드 대통령 하에 과도 연방 정부(TFG)가 결성되었다. TFG는 처음부터 만연한 부패, 내부 분열, 그리고 통치 능력 부족으로 어려움을 겪었으며, 생존을 위해 주로 에티오피아로부터의 외부 군사 지원에 크게 의존했다. 에티오피아는 TFG를 형성하고 지시하는 데 지배적인 역할을 했으며, 이는 소말리아인들 사이에서 TFG의 광범위한 정당성 부족에 기여했다. 2006년, 에티오피아 군이 소말리아를 침공하여 모가디슈를 포함한 남부 소말리아 대부분을 장악했던 이슬람 법정 연합 (ICU)을 축출했다. TFG는 에티오피아의 보호 아래 수도에 설치되었다. ICU는 이후 소말리아 재해방 동맹(ARS)과 알샤바브를 포함한 다양한 파벌로 분열되어 장기적인 분란전을 촉발했다. 에티오피아 점령과 2007년~2008년의 지속적인 분란전 심화 기간 동안, AMISOM이 배치되어 붕괴 직전의 TFG를 지원했다.
2008년 말까지, 나라의 대부분은 반군 통제 하에 있었고, TFG 보안 인력의 80% 이상이 탈영했다. TFG와 ARS 간의 유엔 중재 평화 협정은 보다 포괄적인 정부를 수립하는 것을 목표로 했다. 유수프 대통령은 사임하고, 전 ICU 의장이자 ARS 지도자인 샤리프 셰이크 아흐마드가 후임이 되었다. 새로운 행정부는 여전히 취약했으며, 알샤바브와 새로 결성된 히즈불 이슬람으로부터 다시 반군이 이득을 얻어 2009년 소말리아 내전이 새롭고 격화된 단계로 진입하면서 다시 붕괴 직전에 놓였다.
TFG는 2009년과 2010년 내내 약하고 내부적으로 분열된 상태로 남아있었고, 생존을 위해 외국 군사 지원에 계속 크게 의존했다. 지속적인 통치 문제에도 불구하고, 2011년 AMISOM과 TFG군이 2007년 반란이 시작된 이래 처음으로 모가디슈에서 반군을 성공적으로 축출하면서 전환점이 왔다. 같은 해, 전환 로드맵이 채택되었다. 2012년, 샤리프 대통령은 물러났고, TFG의 임무는 소말리아 연방 정부의 수립과 함께 공식적으로 종료되었다. 하산 셰흐 마하무드는 2012년 소말리아 대통령 선거에서 승리하여 FGS의 첫 번째 대통령이 되었다.

## 구조
국가 헌법은 정부가 운영되어야 하는 기본적인 방식을 명시하고 있다. 이 헌법은 소말리아 연방 및 지역 정치인들 간의 며칠간의 숙고 끝에 2012년 6월 23일에 통과되었다. 이 헌법이 발효되려면, 새로운 의회에 의해 비준되어야 한다.
새로운 헌법에 따라, 이제 공식적으로 소말리아 연방 공화국으로 알려진 소말리아는 연방제이다.

### 행정부
대통령은 의회에 의해 선출된다. 대통령은 국가원수로서 역할을 하며, 정부수반으로서 국무회의를 이끄는 총리를 지명한다. 헌법 제97조에 따르면, 소말리아 정부의 대부분의 행정권은 국무회의에 부여된다. 현 소말리아 대통령은 하산 셰흐 마하무드이다. 함자 압디 바레는 총리이다.

### 국무회의
국무회의는 공식적으로 소말리아 연방 정부의 국무회의로 알려져 있지만, 때로는 내각으로 불리기도 한다. 그 구성원들은 총리가 임명한다.

### 소말리아 의회
소말리아 연방의회는 대통령과 총리를 선출하며 법률을 통과시키고 거부권을 행사할 권한을 갖는다. 의회는 양원제이며, 275석의 하원과 최대 54명의 대표로 구성된 상원으로 이루어져 있다. 법적으로 전체 국회의원 중 최소 30%는 여성이어야 한다. 현재 국회의원들은 잠재적 입법자들을 심사하는 임무를 맡은 기술선택위원회가 선발했으며, 이들은 원로들로 구성된 국가헌법제정회의에서 지명되었다. 현재 연방 의회 의장은 아덴 막사메드 누르이다.

### 사법부
국가 법원 구조는 헌법재판소, 연방 정부 차원 법원, 그리고 연방 회원주 차원 법원의 세 단계로 구성된다. 9명으로 구성된 사법 서비스 위원회가 연방 차원 사법부 구성원을 임명한다. 또한 잠재적인 헌법재판소 판사를 선발하여 승인을 위해 연방 의회 인민원에 제출한다. 승인되면 대통령이 후보자를 헌법재판소 판사로 임명한다. 5명으로 구성된 헌법재판소는 다양한 연방 및 지역 문제 외에도 헌법과 관련된 사안을 판결한다.

### 연방 회원주
공식적으로 연방 회원주로 인정되는 지역 주 정부들은 지역 문제에 대해 어느 정도 자율성을 가지며 자체 경찰력과 보안군을 유지한다. 그러나 이들은 헌법적으로 소말리아 연방 공화국 정부의 권한에 복종한다. 국가 의회는 소말리아 연방 공화국 내 연방 회원주의 최종 수와 경계를 결정하는 임무를 맡고 있다.

### 교육
교육부는 공식적으로 소말리아의 교육을 책임지고 있다. 2016년 6월 24일 현재, 이 기관은 압둘카디르 압디 하시가 이끌고 있다.

### 보건
보건부는 국가 보건 시스템을 총괄한다. 2015년 1월 현재, 이 기관은 모하메드 하지 압디누르가 이끌고 있다.

### 언론
연방 정부는 두 가지 주요 언론 매체를 운영한다: 국영 라디오 방송국인 라디오 모가디슈와 국영 텔레비전 채널 및 소말리아 국영 통신사인 소말리아 국영 텔레비전이 있다.

### 신원 확인
2023년 3월, 연방 정부는 국가 신분 확인 및 등록 기관을 설립했으며, 이 기관은 행정 절차를 간소화하고, 보안을 강화하며, 디지털 및 대면 거래에서 신원을 확인하여 사기 및 부패를 완화하도록 설계된 국가 신분 번호 개발을 포함하는 임무를 맡고 있다.

## 군사 및 경찰
중앙 정부의 국방부는 공식적으로 소말리아군과 그 하위 부서들을 책임지고 있다. 이 부는 압디라시드 압둘라히 모하메드가 이끌고 있다.

## 수도
헌법은 모가디슈를 소말리아의 수도로 인정한다. 소말리아 의회는 이 도시에서 회의를 개최하며, 이 도시는 또한 국가 최고 법원의 소재지이기도 하다. 또한, 모가디슈에는 대통령이 거주하는 대통령궁인 빌라 소말리아가 위치해 있다. 총리도 이 도시에 거주한다.

## 국제 관계
소말리아 연방 정부는 국제적으로 소말리아의 공식 중앙 정부로 인정받고 있다. 이 정부는 유엔, 아프리카 연합, 그리고 이슬람 협력 기구(OIC)에서 소말리아의 자리를 차지하고 있다. 소말리아 연방 정부는 유엔에 상임 대표와 부상임 대표를 두고 있다. 또한 여러 국가에 대사관을 두고 있다.
또한, 소말리아에는 다양한 외국 외교 공관이 있다. 에티오피아는 모가디슈에 대사관을 유지하고, 스스로 독립 국가를 선언한 소말릴란드의 하르게이사에 영사관을, 푼틀란드의 가로웨에도 영사관을 두고 있다. 지부티는 2010년 12월 모가디슈에 대사관을 다시 열었다. 다음 해, 인도 또한 20년 만에 수도에 대사관을 다시 열었으며, 튀르키예도 마찬가지였다. 이란과 영국은 2013년에, 카타르와 중화인민공화국은 2014년에 뒤를 이었다. 이탈리아는 모가디슈에 특별 외교 대표단과 기술 임무단을 유지하고 있으며, 도시 내에 대사관을 다시 개설할 예정이다. 2013년, 이집트 또한 모가디슈에 대사관을 다시 개설할 계획을 발표했다.
2013년 1월, 미국은 20년 만에 처음으로 소말리아 신 중앙 정부와 외교 각서를 교환하여 공식적인 관계를 재설정할 것이라고 발표했다.

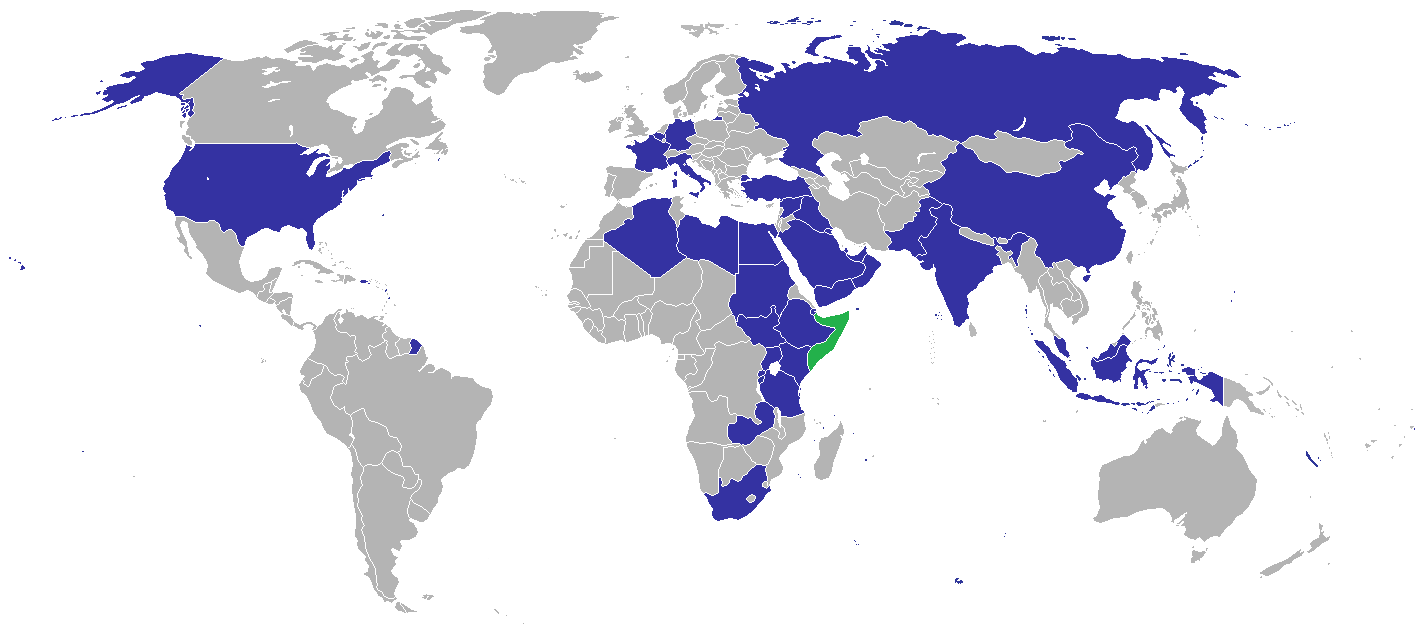
현재 소말리아의 재외공관 목록
소말리아

## 여권
여행을 위해 소말리아 시민들은 정부 지정 장소나 해외 소말리아 대사관에서 소말리아 여권을 발급받을 수 있다.